# Antigua fábrica de tabacos de San Sebastián
La Fábrica de Tabacos de San Sebastián fue un establecimiento industrial situado en la ciudad de San Sebastián, en la comunidad autónoma del País Vasco (España). Su actividad se inició en 1878, inicialmente en el edificio de la alhóndiga provincial. Posteriormente, en 1912, la fábrica se trasladó a una nueva sede ubicada en el barrio de Eguía, donde permaneció en funcionamiento durante el resto de su historia.

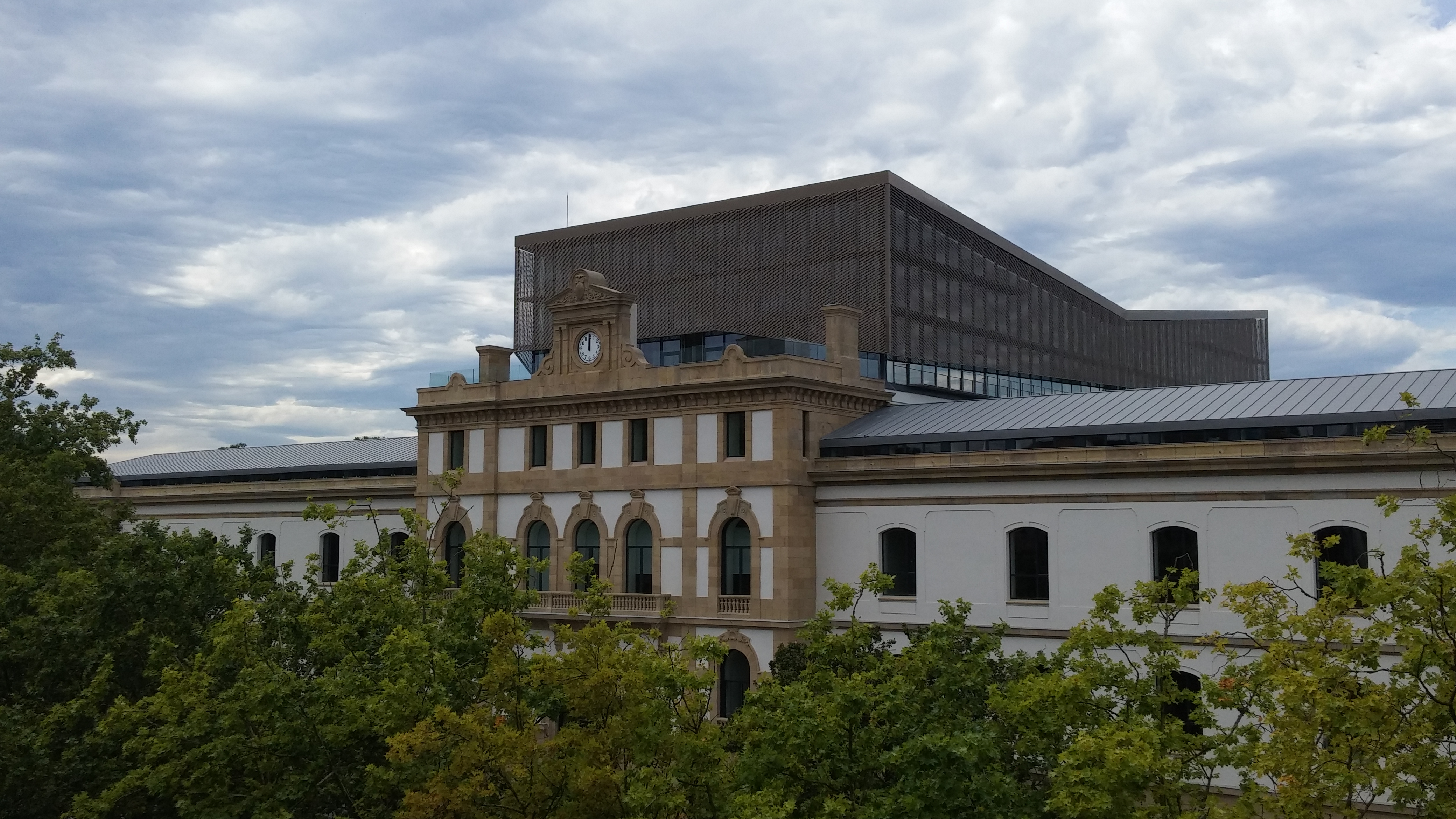
Exterior de la fábrica de tabacos de San Sebastián

Durante las primeras décadas del siglo XX, la fábrica experimentó un notable crecimiento, llegando a contar con más de un millar de trabajadores en 1925, la mayoría mujeres, conocidas popularmente como cigarreras.
El establecimiento era de titularidad estatal y estuvo en manos de la Compañía Arrendataria de Tabacos hasta 1945, año en que la empresa fue sustituida por Tabacalera, S.A.
En 1998, Tabacalera fue privatizada, dentro del proceso de liberalización económica llevado a cabo en España durante esa década. La fábrica cesó definitivamente su actividad entre los años 2001 y 2002.

## Descripción
La instalación de la fábrica de tabacos en 1878 obedeció al interés de las autoridades provinciales y del Ayuntamiento de San Sebastián por establecer una factoría cuando, tras la pérdida de los fueros, la provincia dejó de tener competencia sobre la comercialización del tabaco.
El Gobierno, que era el único competente en la materia, concedió la apertura del establecimiento en San Sebastián dada su amplia tradición en el tráfico y manipulación del tabaco a través de compañías como la  Compañía Guipuzcoana de Caracas o la de la Habana.
Las autoridades locales cedieron al Estado un local en el edificio de la Alhóndiga, en la calle Garibay, donde comenzó su actividad.
En 1882 el consistorio adquirió unos terrenos en el barrio de Eguía, donde tras un largo proceso de construcción se inauguró en 1913 el nuevo edificio más acorde con las necesidades de la fábrica.

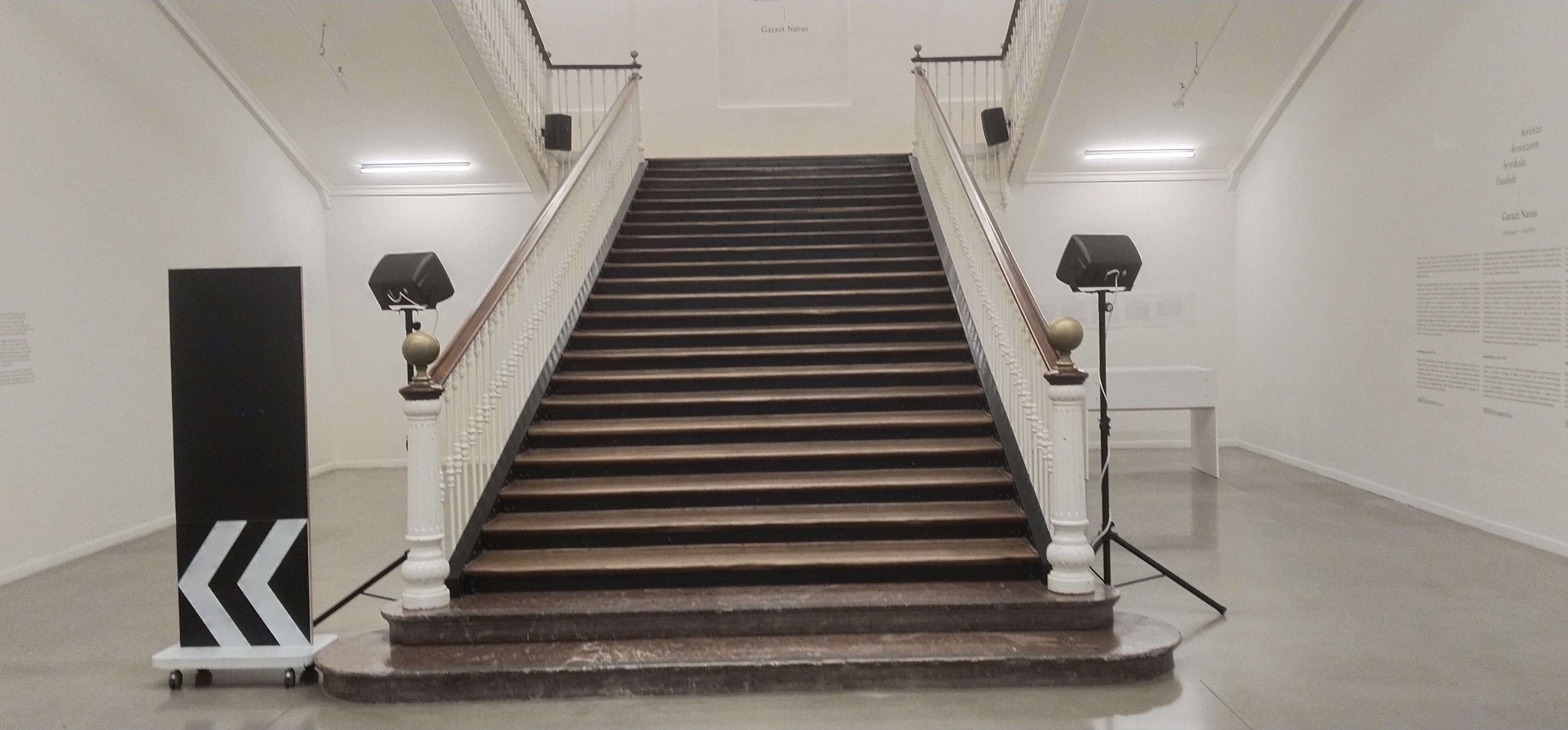
Escalinata central de la fábrica de tabacos en San Sebastián, Tabakalera.

En 1925 llegó a contar con 1000 operarios, en su mayoría mujeres. Era uno de los pocos trabajos fijos y remunerados a los que podía aspirar una mujer, con un sueldo modesto pero seguro y con coberturas sociales adelantadas a su tiempo.
La producción se centraba en cigarros, cigarrillos y picadura de tabaco, elaborados principalmente de manera manual o semimanual.
La fábrica, de grandes dimensiones, se edificó al estilo de las antiguas manufacturas en torno a cuatro grandes patios siendo sus autores  los ingenieros Mauro Serret y  José Tarancón con el arquitecto municipal José Goicoa.
En el año 2015 fue reconvertido en un Centro Internacional de Cultura Contemporánea llamado Tabakalera en honor a su historia.